# Feels just like it should
«Feels just like it should» es el primer sencillo del disco Dynamite, de la banda británica Jamiroquai, producido por Mike Spencer y Jay Kay.
El sencillo fue número 8 en los Uk y número 1 en los Us. Dance. No se vendió más que el primer sencillo del anterior disco A Funk Odyssey. little L vendió 40 000 copias en cambio Feels Just Like It Should que solo vendió 10 000 copias. En los 16 años de la banda muchos fanáticos se han enamorado de la canción, mientras otros simplemente la odian.
El vídeo musical fue dirigido por Joseph Kahn y solo aparece Jay Kay. Es una especie de viaje de una persona que se transforma en el vídeo.
La canción sale de soundtrack en juegos como:
- 1.Need for Speed: Most Wanted
- 2.FIFA 06

## Vídeo musical
El vídeo musical de "Feels just like it should" fue dirigido por Joseph Kahn.
- Datos: Q1448290